# Will Eisner
William Erwin „Will” Eisner (n. 6 martie 1917, New York City, New York, SUA – d. 3 ianuarie 2005, Fort Lauderdale, Florida, SUA) a fost un scriitor de benzi desenate, artist și antreprenor american. Este considerat unul dintre cei mai importanți contributori la dezvoltarea mediului.
Eisner este cunoscut, printre altele, pentru studioul de benzi desenate pe care l-a fondat, pentru seria The Spirit, care a avut o mare influență în domeniu, pentru utilizarea benzilor desenate ca mediu de instruire, pentru rolul principal pe care l-a avut în formarea romanului grafic ca formă a literaturii contemporane, cu cartea sa, A Contract with God and Other Tenement Stories, și pentru munca sa educațională în mediul benzilor desenate, exemplificată prin cartea sa, Comics and Sequential Art.
Comunitatea benzilor desenate i-a adus un omagiu lui Eisner creând Premiul Eisner, pentru a premia realizările din fiecare an din domeniul benzilor desenate. Eisner a participat cu entuziasm la ceremonia de premiere, felicitând fiecare câștigător. În 1987, împreună cu Carl Barks și Jack Kirby a fost unul dintre cei care au inaugurat Will Eisner Comic Book Hall of Fame.

## Începutul vieții
Eisner s-a născut în Brooklyn, New York City, fiu de imigranți evrei din România și Austria. Părinții săi i-au oferit o viață modestă. Mama lui a fost din România și a servit ca mamă mai practică și mai realistă, crezând că tendințele artistice ale fiului ei nu ar putea să îi aducă orice fel de succes în viață. 
Tatăl său, un artist, a fost născut în Viena. A pictat fundaluri pentru vodeviluri și pentru teatrul evreiesc, dar a fost, de asemenea, un antreprenor de semi-succes și, la un moment dat, producător de îmbrăcăminte în cartierul Manhattan pe Seventh Avenue. Crezând că fiul său ar trebui să își valorifice talentul creativ, bătrânii Eisner i-au insuflat un sentiment de dualitate, un echilibru între afaceri și artă.
Eisner a studiat la DeWitt Clinton High School. Ca influențe a avut reclamele artistului J. C. Leyendecker de la începutul secolului XX, a desenat pentru ziarul școlii  (The Clintonian), pentru revista literară  (The Magpie), anuar și a făcut și scenografie acesta lucru determinându-l să ia în considerare acest tip de muncă pentru teatru. După absolvire, a studiat sub conducerea artistului canadian George Brandt Bridgman (1864-1943) pentru un an la Art Students League of New York. Relațiile pe care și le-a făcut acolo l-au ajutat să își găsească un post la ziarul New York American ca scriitor de benzi desenate pentru reclame. Eisner de asemenea primea 10 dolari pagina de ilustrații pentru revistele Pulp, incluzând Western Sheriffs și Outlaws.
În 1936, prietenul din liceu și colegul caricaturist Bob Kane, creatorul Batman, i-a sugerat lui Eisner, care avea 19 ani, să încerce să vândă benzi desenate la noua revistă Wow, What A Magazine!. Editorul revistei Wow, Jerry Iger, a cumpărat o bandă de aventuri a lui Eisner numită Captain Scott Dalton, un erou în stilul lui H. Rider Haggard care călătorea prin lume în căutarea unor artefacte rare. Ulterior, Eisner a scris și a desenat pentru Wow și benzile cu pirați The Flame, și cu agenți secreți, Harry Karry.

## Cariera

### Eisner & Iger
Wow a avut o durată de patru numere (coperțile din iulie-septembrie și noiembrie 1936). După ce a luat sfârșit, Eisner și Iger au lucrat împreună producând și vânzând materiale originale de benzi desenate, anticipând că fântâna de retipăriri disponibile se va epuiza în curând, deși relatările lor despre modul în care a fost fondat parteneriatul lor diferă. Fiind unul dintre primele parteneriate de benzi desenate, s-a bucurat de un succes imediat, iar cei doi au avut în curând un grup de creatori de benzi desenate care au furnizat lucrări pentru Fox Comics, Fiction House și Quality Comics. Obținând un profit de 1,50 dolari pe pagină, Eisner a afirmat că „s-a îmbogățit înainte de a împlini 22 de ani”, detaliind mai târziu că numai în 1939, în perioada de criză, el și Iger „au împărțit 25.000 de dolari”, o sumă considerabilă pentru acea vreme.
În 1939, Eisner a fost însărcinat să-l creeze pe Wonder Man pentru Victor Fox, un contabil care lucrase anterior la DC Comics, și care urma să devină el însuși editor de benzi desenate. Urmând instrucțiunile lui Fox de a crea un personaj de tip Superman și folosind pseudonimul Willis, Eisner a scris și desenat primul număr din Wonder Comics. Eisner a declarat în interviuri de-a lungul vieții sale ulterioare că a protestat împotriva naturii derivate a personajului și a poveștii, și că, atunci când a fost somat după ce National Periodical Publications, compania care avea să evolueze în DC Comics, l-a dat în judecată pe Fox, susținând că Wonder Man era o copie ilegală a lui Superman, Eisner a depus mărturie că așa era, subminând cazul lui Fox; Eisner se descrie făcând acest lucru în romanul său grafic semi-autobiografic The Dreamer. Cu toate acestea, o transcriere a procedurii, descoperită de istoricul de benzi desenate Ken Quattro în 2010, indică faptul că Eisner l-a susținut,de fapt, pe Fox, și a susținut că Wonder Man este o creație originală marca Eisner.

### The Spirit

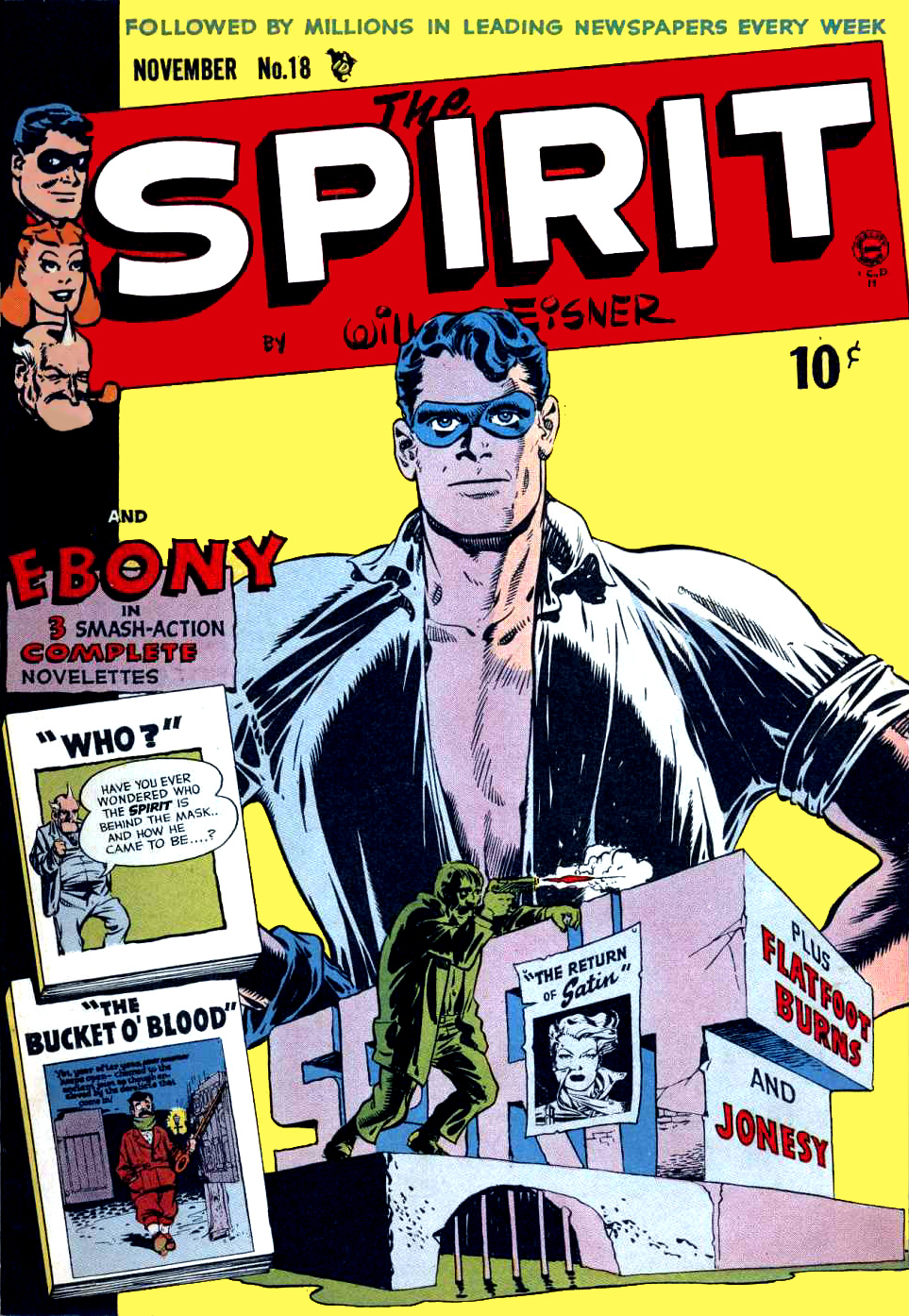
Spirit pe coperta The Spirit #18 (noiembrie 1949)

Pe 2 iunie 1940, Eisner a inaugurat un personaj nou creat, numit Spiritul. Acesta era un supererou mascat ce lupta împotriva crimelor. The Spirit era un element principal al inserției de benzi desenate de 16 pagini distribuită în ediția de duminică a ziarelor Register și Tribune Syndicate. „The Spirit Section”, așa cum era cunoscut popular insertul, a continuat până la 5 octombrie 1952. Acesta includea în general alte două benzi de patru pagini (inițial Mr. Mystic și Lady Luck), plus materiale de umplutură. Eisner, editorul general, a scris și desenat majoritatea rubricilor Spirit, cu ajutorul necreditat al studioului său de asistenți și colaboratori, deși viziunea singulară a lui Eisner era un factor unificator.
The Spirit relata aventurile unui justițiar mascat, ajutat de comisarul de poliție al orașului, Dolan, vechiul său prieten. În ciuda originii lui Spirit ca fiind detectivul/criminolog Denny Colt, identitatea sa reală a fost rareori menționată după prima sa apariție, și, în toate publicațiile, el era pur și simplu Spiritul. Poveștile sunt prezentate într-o mare varietate de stiluri, de la dramă polițistă și noir la aventuri, de la mister și groază la comedie și povești de dragoste, adesea cu elemente hibride care au răsucit genul și așteptările cititorilor.

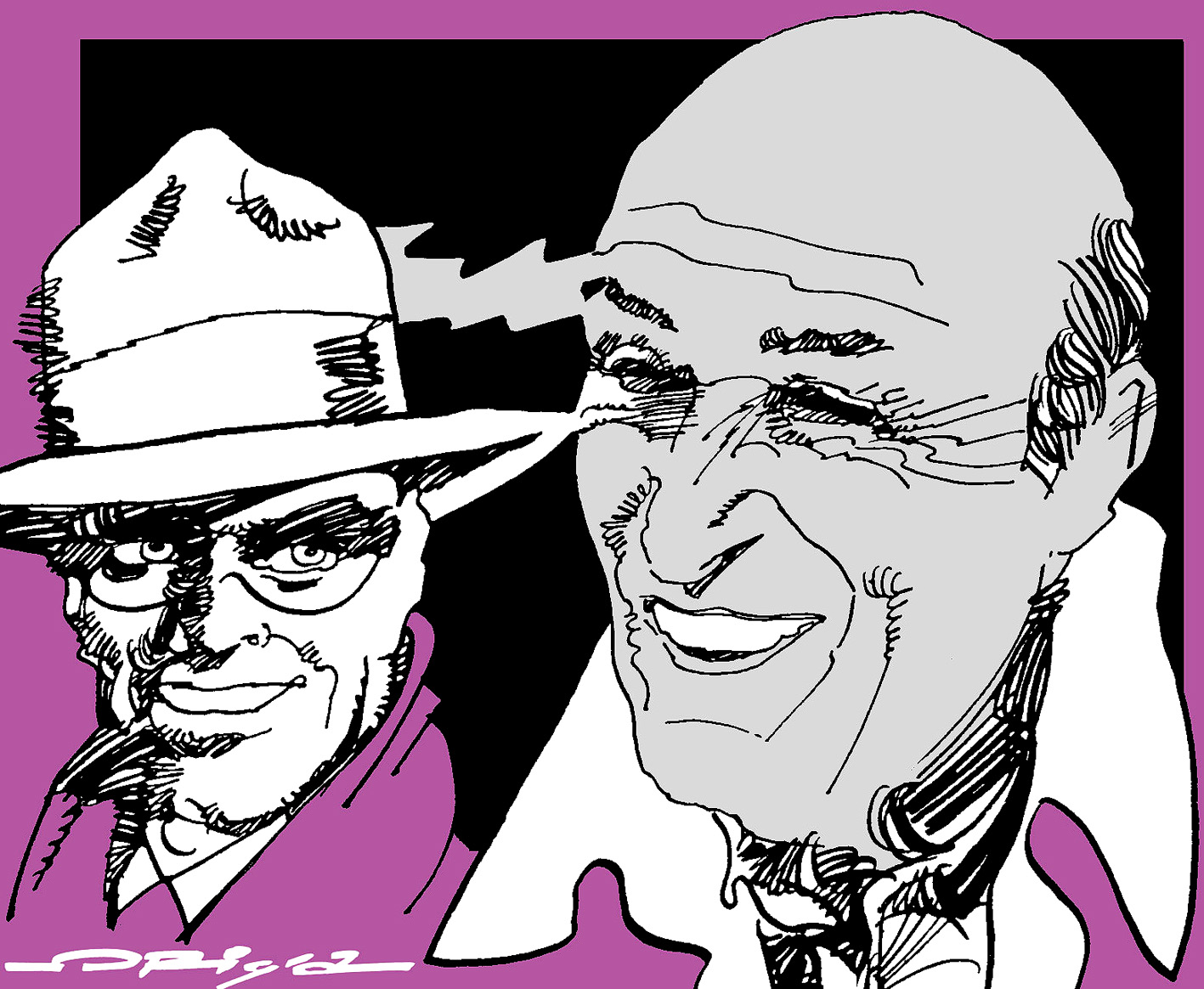
Desen cu Spirit și creatorul său, Will Eisner.

Între anii 1960 și 1980, o mână de noi povești Eisner despre Spirit au apărut în Harvey Comics și în alte publicații, iar Warren Publishing și Kitchen Sink Press au retipărit în mod variabil articolul din ziar în reviste de benzi desenate alb-negru și în cărți de benzi desenate color. În anii 1990 și 2000, Kitchen Sink Press și DC Comics au publicat, de asemenea, noi povești Spirit scrise de alți scriitori și artiști.
În 2011, IGN l-a clasat pe Spirit pe locul 21 în topul celor mai mari 100 de eroi de benzi desenate din toate timpurile.

### Romanul grafic
Eisner a recunoscut că revenirea sa la benzile desenate s-a datorat Convenției Comic Art din 1971.
La sfârșitul anilor 1970, Eisner și-a îndreptat atenția către forme de povestire mai lungi. A Contract with God: and Other Tenement Stories (Baronet Books, octombrie 1978) este un exemplu timpuriu de roman grafic american, combinând povestiri scurte legate tematic într-un singur volum. Eisner a continuat cu o serie de romane grafice care relatează istoria comunităților de imigranți din New York, în special a evreilor, printre care The Building, A Life Force, Dropsie Avenue și To the Heart of the Storm. A continuat să producă noi cărți până la optzeci de ani, într-un ritm continuu de aproape o carte pe an. Fiecare dintre aceste lucrări a fost realizată de două ori - o dată ca versiune brută pentru a i-o arăta editorului Dave Schreiner, apoi ca o a doua versiune, finalizată, încorporând modificările sugerate.
Ultimul său roman grafic, The Plot: The Secret Story of The Protocols of the Elders of Zion, o relatare a elaborării și dezmințirii înșelăciunii antisemite Protocoalele înțelepților Sionului, a fost finalizat cu puțin timp înainte de moartea sa, și publicat în 2005.

## Moartea
Eisner a murit pe 3 ianuarie 2005, în Lauderdale Lakes, Florida, din cauza complicațiilor unei operații de bypass cvadruplu efectuate pe 22 decembrie 2004. DC Comics a organizat o slujbă de comemorare în Lower East Side din Manhattan, un cartier pe care Eisner îl vizita adesea, la Fundația Angel Orensanz de pe Norfolk Street.
Eisner a lăsat-o în urmă pe soția sa, Ann Weingarten Eisner, și de fiul lor, John. În introducerea la reeditarea din 2001 a cărții A Contract with God, Eisner a dezvăluit că inspirația pentru povestea principală a pornit de la moartea în 1970 a fiicei sale adolescente bolnave de leucemie, Alice, alături de care este înmormântat. Până atunci, doar cei mai apropiați prieteni ai lui Eisner știau de viața și moartea fiicei sale.